# Zaplana (gmina Vrhnika)
Zaplana – wieś w Słowenii, w gminie Vrhnika. W 2018 roku liczyła 144 mieszkańców.